# Двангва
Двангва (англ. Dwangwa River) — одна из основных рек Малави, впадает в озеро Ньяса, протекает по территории округов Касунгу, Мзимба и Нкота-Кота в западной части страны. Порожиста. Несудоходна.
Длина реки составляет 175 км. Площадь водосборного бассейна — 7768 км².
Двангва начинается на плоскогорье в национальном парке Касунгу. Течёт преимущественно на северо-восток. Низовье около устья на равнинной болотной местности. Впадает в Ньясу на высоте 472 м над уровнем моря в 40 км севернее от населённого пункта Нкота-Кота.
Основные притоки: Мпасази, Лингадзи, Читете.